# Øravíkarlíð

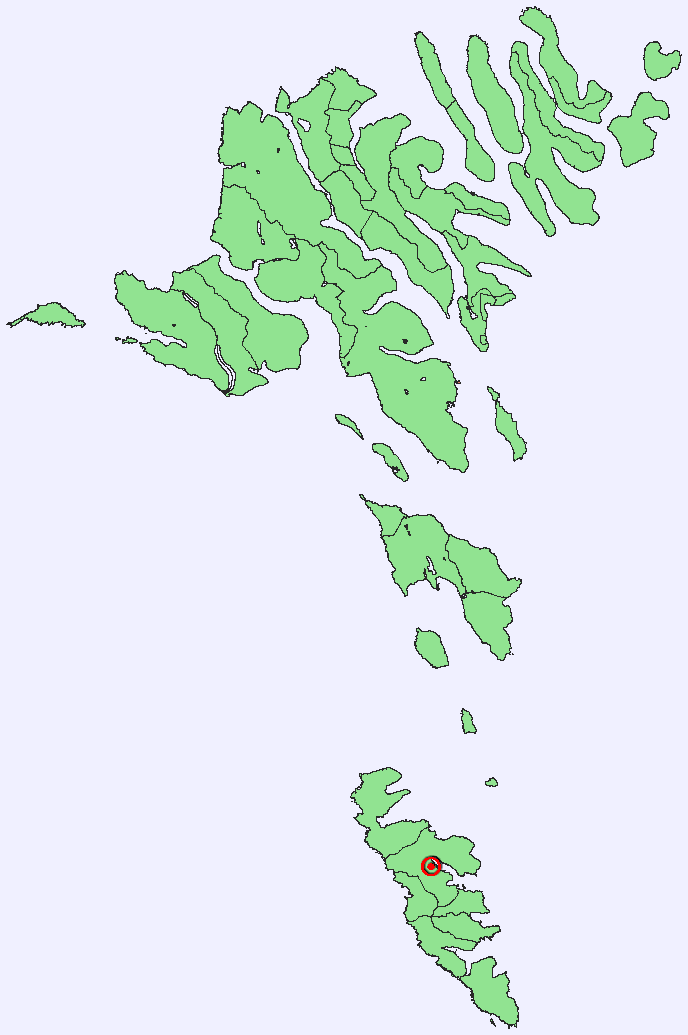
Lage von Øravíkarlíð

Øravíkarlíð oder Ørðavíkarlíð [ˈøːɹaˌvʊikaɹlʊi] oder Líðin [ˈlʊijɪn] ist ein Ort der Färöer zwischen Øravík und Trongisvágur auf Suðuroy.
- Einwohner: 67 (1. Januar 2014)
- Kommune: Tvøroyrar kommuna
- Postleitzahl: entweder Trongisvágur (FO-826) oder Øravík (FO-827).

Der Name Øravíkarlíð setzt sich zusammen aus dem Ortsnamen Øravík und líð (f. bestimmte Form: líðin), was „grasbewachsener, stark geneigter Berghang (oft an einer Steilküste)“ bedeutet.
Dadurch, dass Øravíkarlíð keine eigene Postleitzahl hat, wird es allgemein zu Øravík (im Süden) und/oder Trongisvágur (im Norden) gezählt, wobei freilich alle drei Orte zur Kommune Tvøroyri gehören. Dennoch taucht es in der Bevölkerungsstatistik ebenso gesondert auf wie auf manchen Landkarten.
Faktisch ist es ein südlicher Vorort des zusammenhängenden Siedlungsgebiets von Trongisvágur.
Koordinaten: 61° 33′ N, 6° 50′ W